# Giro di Toscana 1937
Il Giro di Toscana 1937, tredicesima edizione della corsa, si svolse il 22 aprile 1937 su un percorso di 305 km con partenza e arrivo a Firenze. Fu vinto dall'italiano Olimpio Bizzi, che completò il percorso in 9h48'00" precedendo i connazionali Glauco Servadei e Giovanni Valetti. Conclusero la prova 18 dei 63 ciclisti al via.
Organizzato dai quotidiani fiorentini La Nazione e Il Nuovo Giornale, fu valido come seconda prova del Trofeo dell'Impero 1937.

## Percorso
La prova, dopo il via da Firenze, transitò per Empoli, San Miniato, San Romano, Pontedera, Pisa, Lucca, Bagni di Lucca, San Marcello Pistoiese (con la salita del Monte Oppio, 850 m s.l.m.), Pontepetri, Le Piastre (con la salita di Prunetta), Pistoia, Poggio a Caiano, Signa, Cerbaia, San Casciano, Greve in Chianti, Figline Valdarno e Pontassieve; la prova ebbe conclusione a Firenze dopo 305 km.

## Ordine d'arrivo (Top 10)
| Pos. | Corridore         | Squadra | Tempo    |
| ---- | ----------------- | ------- | -------- |
| 1    | Olimpio Bizzi     | Fréjus  | 9h48'00" |
| 2    | Glauco Servadei   | Legnano | a 1'40"  |
| 3    | Giovanni Valetti  | Fréjus  | a 3'05"  |
| 4    | Adalino Mealli    | Legnano | a 3'45"  |
| 5    | Pierino Favalli   | Legnano | a 5'50"  |
| 6    | Giotto Cinelli    | Bianchi | s.t.     |
| 7    | Cesare Del Cancia | Ganna   | s.t.     |
| 8    | Ezio Cecchi       | Gloria  | a 6'10"  |
| 9    | Aldo Bini         | Bianchi | a 10'00" |
| 10   | Vasco Bergamaschi | Bianchi | s.t.     |